# Antonio Coll
Antonio Coll Pontanilla (Sabadell, 6 aprile 1959) è un ex ciclista su strada spagnolo, professionista dal 1980 al 1989 e vincitore di due tappe alla Vuelta a España.
Anche suo fratello minore, Jesus Coll Pontanilla fu un ciclista professionista, anche se per una sola stagione nel 1989.

## Carriera
Appena passato professionista, nel 1980, mise subito in luce le sue doti: secondo alla Escalada a Montjuichterzo al Gran Premio de Llodio, quinto alla Volta Ciclista a Catalunya.
Non tardò quindi molto a raggiungere i primi successi poiché l'anno successivo si impose in ben tre prove, la classifica generale della Vuelta a Aragón e in tappe della Vuelta a los Valles Mineros e della Vuelta a las Tres Provincias, concluse entrambe al terzo posto della generale. Le cose migliori tuttavia le fece vedere nella ben più prestigiosa Vuelta a España, dove sfiorò la vittoria in due occasioni, giungendo terzo nella undicesima tappa e secondo nella diciassettesima e concludendo al quinto posto, risultato sorprendente e mai più raggiunto la classifica generale finale.
Nel 1982 dopo due ottime stagioni da neo-professionista venne ingaggiato dalla importante squadra spagnola Teka. Anche in questa nuova realtà ottiene risultati molto positivi, saranno quattro le sue vittorie a fine stagione fra cui proprio una tappa della Vuelta a España, partecipa inoltre al suo primo Tour de France ed ottiene piazzamenti importanti fra cui: il secondo posto nella Vuelta a Cantabria, il sesto ai Campionati spagnoli ed alla Clásica San Sebastián
La stagione successiva è ancora più soddisfacente, ottiene cinque vittorie, tutte in brevi corse a tappe spagnole, e riempie più volte i podi delle competizioni nazionali: secondo nella Classica di San Sebastian, nella Clásica a los Puertos, nella Vuelta a Andalucía e nella Vuelta a Castilla, terzo nei campionati spagnoli e nella Subida a Arrate. Sfiora nuovamente il successo alla Vuelta a España arrivando secondo dietro Laurent Fignon nella quarta tappa.
Questi e numerosi altri numerosi piazzamenti gli permettono di essere convocato per i Campionati del mondo di ciclismo su strada.
Nel 1984 i risultati non sono numerosi come le stagioni passate, vince, comunque, la sua second ed ultima tappa alla Vuelta a España, tornando a fare anche una discreta classifica generale con un dodicesimo posto nella generale, ed è terzo nella Puebra Villafranca de Ordizia e nono nella Vuelta Ciclista a Catalunya.
Il 1985 è il suo ultimo risultato ad alti livelli, vince un circuito a Manresa, che sarà il suo ultimo successo, è diciassettesimo alla Vuelta a España dove è ancora secondo nella tredicesima tappa che come quando venne battuto da Fignon si concludeva a Sant Quirze del Valles, è secondo al Gran Premio Llodio, terzo alla Clásica a los Puertos, quarto a al Vuelta a La Rioja e sesto nella Setmana Catalana. Di li in avanti i suoi risultati saranno sempre in tono minore, un terzo posto nella seconda tappa della Vuelta a Murcia ed un secondo posto nella terza tappa del Critérium International, una breve cronometro, oltretutto uno dei suoi pochi risultati fuori dalla Spagna, dietro l'olandese Erik Breukink l'anno successivo, saranno gli ultimi acuti prima del ritiro nel 1989.

## Palmarès
- 1979 (dilettanti)

Classifica generale Volta Ciclista Internacional a Lleida
- 1981

Classifica generale Vuelta a Aragón
4ª tappa, 1ª semitappa Vuelta a las Tres Provincias
3ª tappa, 2ª semitappa Vuelta a los Valles Mineros
- 1982

Gran Premio de Llodio
4ª tappa Vuelta a España
2ª tappa Vuelta al País Vasco (Azpeitia > Ibardin)
2ª tappa Vualta a Cantabria
- 1983

7ª tappa, 1ª semitappa Volta Ciclista a Catalunya
4ª tappa Vuelta a Asturias
4ª tappa Vuelta a Cantabria
6ª tappa Vualta a Cantabria
Prologo Vuelta a las Tres Provincias
- 1984

15ª tappa Vuelta a España

### Altri successi
- 1985

Criterium di Manresa

## Piazzamenti

### Grandi Giri
- Tour de France

1982: 70º
1984: 66º
1988: ritirato
- Vuelta a España

1981: 5º
1982: ritirato
1983: ritirato
1984: 12º
1985: 17º
1987: 55º
1988: 89º

### Competizioni mondiali
- Campionati mondiali

Altenrhein 1983 - In linea: ?